# 2011 nos jogos eletrônicos
O ano de 2011 apresentou diversos novos jogos eletrônicos, bem como continuações de numerosos jogos aclamados pela crítica, como Ace Combat, Assassin's Creed, Batman: Arkham, Battlefield, Call of Duty, Call of Juarez, Cities XL, Crysis, Dead Space, Deus Ex, Dragon Age, Driver, Duke Nukem, Dynasty Warriors, F.E.A.R., Forza Motorsport, Gears of War, Infamous, Killzone, LittleBigPlanet, Mario Kart, Mortal Kombat, Need for Speed, Operation Flashpoint, Pokémon, Portal, Rayman, Red Faction, Red Orchestra, Resistance, Saints Row, Star Wars: Knights of the Old Republic, The Elder Scrolls, The Legend of Zelda, The Witcher, Total War, Tropico e Uncharted. Além disso, foram lançadas diversas novas propriedades intelecuais, como  Bastion, Dark Souls, Dead Island, Homefront, L.A. Noire, Minecraft e Rage. Muitos prêmios foram dados a jogos como Batman: Arkham City, Portal 2, The Elder Scrolls V: Skyrim, The Legend of Zelda: Skyward Sword e Uncharted 3: Drake's Deception. 2011 também foi marcado pelo lançamento mundial do Nintendo 3DS e pelo lançamento no Japão do PlayStation Vita.

## Eventos
| Mês       | Dia(s)          | Evento |
| --------- | --------------- | --- |
| Janeiro   | 6 – 9           | International Consumer Electronics Show 2011 ocorre em Las Vegas, Nevada. |
| Fevereiro | 26              | O console portátil Nintendo 3DS é lançado no Japão. |
| Fevereiro | 28 – 4 de março | Game Developers Conference 2011 ocorre em San Francisco, Califórnia. |
| Março     | 11              | Por conta do terremoto de Tōhoku em 2011, certos jogos eletrônicos foram cancelados ou adiados. Além disso, diversos servidores usados para jogos em rede foram desativados temporariamente. |
| Março     | 11 – 13         | PAX East 2011 ocorre em Boston, Massachusetts. |
| Março     | 25 – 31         | O Nintendo 3DS é lançado na América, na Europa e na Austrália. |
| Junho     | 6 – 9           | E3 2011 ocorre no Centro de Convenções de Los Angeles. |
| Junho     | 23              | A série Sonic the Hedgehog completa 20 anos. |
| Agosto    | 4 - 7           | QuakeCon 2011: A grande LAN party anual ocorre em Dallas, Texas. |
| Agosto    | 15 – 17         | Game Developers Conference 2011 europeia ocorre em Cologne, Alemanha. |
| Agosto    | 18 – 22         | Gamescom 2011 ocorre em Cologne, Alemanha. |
| Agosto    | 26 – 28         | PAX Prime 2011 ocorre em Seattle, Washington. |
| Setembro  | 15 – 18         | Tokyo Game Show 2011. |
| Setembro  | 22 – 25         | Eurogamer Expo 2011 ocorre na Earls Court em Londres. |
| Outubro   | 15 – 16         | EB Games Expo 2011 ocorre no Centro de Convenções e Exibições Gold Coast, Austrália. |
| Outubro   | 21 – 22         | BlizzCon 2011 ocorre no Centro de Convenções Anaheim, Califórnia. |
| Novembro  | 18 – 19         | Minecon ocorre em Las Vegas, Nevada. |
| Dezembro  | 3               | A série Jak and Daxter completa 10 anos. |
| Dezembro  | 10              | Ocorre o Spike Video Game Awards. |
| Dezembro  | 17              | PlayStation Vita é lançado no Japão. |
| Dezembro  | 31              | A Artech Studios encerra suas atividades. |

## Lançamentos de jogos
A lista de jogos lançados em 2011 na América do Norte.
| Month             | Day | Title                                          | Platform(s)                             |
| J A N E I R O     | 11  | DC Universe Online                             | Win, PS3                                |
| J A N E I R O     | 11  | Ghost Trick: Phantom Detective                 | NDS                                     |
| J A N E I R O     | 11  | Kingdom Hearts Re:coded                        | NDS                                     |
| J A N E I R O     | 18  | LittleBigPlanet 2                              | PS3                                     |
| J A N E I R O     | 18  | Mass Effect 2                                  | PS3                                     |
| J A N E I R O     | 18  | MindJack                                       | PS3, X360                               |
| J A N E I R O     | 18  | Venetica                                       | Win, X360, PS3                          |
| J A N E I R O     | 25  | Dead Space 2                                   | Win, X360, PS3                          |
| J A N E I R O     | 25  | Lord of Arcana                                 | PSP                                     |
| J A N E I R O     | 25  | Magicka                                        | Win                                     |
| J A N E I R O     | 25  | Two Worlds II                                  | Win, X360, PS3                          |
| F E V E R E I R O | 1   | Bionic Commando Rearmed 2                      | PSN                                     |
| F E V E R E I R O | 1   | Rock Band Country Track Pack 2                 | PS3, Wii, X360                          |
| F E V E R E I R O | 1   | The Sims 3: Outdoor Living Stuff               | Mac, Win                                |
| F E V E R E I R O | 2   | Bionic Commando Rearmed 2                      | XBLA                                    |
| F E V E R E I R O | 4   | Earthrise                                      | Win                                     |
| F E V E R E I R O | 7   | Mario Sports Mix                               | Wii                                     |
| F E V E R E I R O | 8   | Explodemon                                     | PSN                                     |
| F E V E R E I R O | 8   | Test Drive Unlimited 2                         | Win, X360, PS3                          |
| F E V E R E I R O | 8   | Trinity: Souls of Zill O’ll                    | PS3                                     |
| F E V E R E I R O | 8   | Battle High: San Bruno                         | Win, XBLA                               |
| F E V E R E I R O | 8   | You Don't Know Jack                            | NDS, PS3, Wii, Win, X360                |
| F E V E R E I R O | 10  | Dungeons                                       | Win                                     |
| F E V E R E I R O | 12  | Ys I & II Chronicles                           | PSP                                     |
| F E V E R E I R O | 14  | Dragon Quest VI: Realms of Revelation          | NDS                                     |
| F E V E R E I R O | 15  | Back to the Future: The Game                   | PSN                                     |
| F E V E R E I R O | 15  | Hyperdimension Neptunia                        | PS3                                     |
| F E V E R E I R O | 15  | Marvel vs. Capcom 3: Fate of Two Worlds        | X360, PS3                               |
| F E V E R E I R O | 15  | Tactics Ogre: Let Us Cling Together            | PSP                                     |
| F E V E R E I R O | 16  | Hard Corps: Uprising                           | X360, PS3                               |
| F E V E R E I R O | 22  | de Blob 2                                      | NDS, PS3, X360, Wii                     |
| F E V E R E I R O | 22  | Bulletstorm                                    | X360, PS3, Win                          |
| F E V E R E I R O | 22  | Gray Matter                                    | X360, Win                               |
| F E V E R E I R O | 22  | Killzone 3                                     | PS3                                     |
| F E V E R E I R O | 22  | Knights Contract                               | X360, PS3                               |
| F E V E R E I R O | 22  | Radiant Historia                               | NDS                                     |
| F E V E R E I R O | 23  | Cities in Motion                               | Win                                     |
| F E V E R E I R O | 25  | Men of War: Assault Squad                      | Win                                     |
| M A R Ç O         | 1   | Fight Night Champion                           | PS3, X360                               |
| M A R Ç O         | 1   | Rift                                           | Win                                     |
| M A R Ç O         | 1   | Warhammer 40,000: Dawn of War II – Retribution | Win                                     |
| M A R Ç O         | 6   | Pokémon Black and White                        | NDS                                     |
| M A R Ç O         | 8   | Dragon Age II                                  | Win, PS3, X360                          |
| M A R Ç O         | 8   | Major League Baseball 2K11                     | Win, PS3, PS2, PSP, X360, Wii           |
| M A R Ç O         | 8   | MLB 11: The Show                               | PS3, PS2, PSP                           |
| M A R Ç O         | 15  | Ar tonelico Qoga: Knell of Ar Ciel             | PS3                                     |
| M A R Ç O         | 15  | God Eater: Burst                               | PSP                                     |
| M A R Ç O         | 15  | Homefront                                      | Win, X360, PS3                          |
| M A R Ç O         | 15  | Ōkamiden                                       | NDS                                     |
| M A R Ç O         | 15  | Top Spin 4                                     | PS3, X360, Wii                          |
| M A R Ç O         | 15  | Total War: Shogun 2                            | Win                                     |
| M A R Ç O         | 15  | Warriors: Legends of Troy                      | X360, PS3                               |
| M A R Ç O         | 15  | Yakuza 4                                       | PS3                                     |
| M A R Ç O         | 22  | Angry Birds Rio                                | iOS                                     |
| M A R Ç O         | 22  | Assassin's Creed: Brotherhood                  | Win                                     |
| M A R Ç O         | 22  | Crysis 2                                       | Win, PS3, X360                          |
| M A R Ç O         | 22  | Dissidia 012 Final Fantasy                     | PSP                                     |
| M A R Ç O         | 22  | Forget-Me-Not                                  | iOS                                     |
| M A R Ç O         | 22  | Lego Star Wars III: The Clone Wars             | Win, X360, PS3, PSP, Wii, NDS           |
| M A R Ç O         | 22  | Monster Tale                                   | NDS                                     |
| M A R Ç O         | 22  | PlayStation Move Heroes                        | PS3                                     |
| M A R Ç O         | 22  | The Sims Medieval                              | Win, Mac                                |
| M A R Ç O         | 22  | The Tomb Raider Trilogy                        | PS3                                     |
| M A R Ç O         | 23  | Ghostbusters: Sanctum of Slime                 | XBLA, PSN, Win                          |
| M A R Ç O         | 26  | Great Little War Game                          | iOS                                     |
| M A R Ç O         | 27  | Asphalt 3D                                     | 3DS                                     |
| M A R Ç O         | 27  | Bust-A-Move Universe                           | 3DS                                     |
| M A R Ç O         | 27  | Combat of Giants: Dinosaurs 3D                 | 3DS                                     |
| M A R Ç O         | 27  | Lego Star Wars III: The Clone Wars             | 3DS                                     |
| M A R Ç O         | 27  | Madden NFL Football                            | 3DS                                     |
| M A R Ç O         | 27  | Nintendogs + Cats                              | 3DS                                     |
| M A R Ç O         | 27  | Pilotwings Resort                              | 3DS                                     |
| M A R Ç O         | 27  | Pro Evolution Soccer 2011                      | 3DS                                     |
| M A R Ç O         | 27  | Rayman 3D                                      | 3DS                                     |
| M A R Ç O         | 27  | Ridge Racer 3D                                 | 3DS                                     |
| M A R Ç O         | 27  | Samurai Warriors: Chronicles                   | 3DS                                     |
| M A R Ç O         | 27  | The Sims 3                                     | 3DS                                     |
| M A R Ç O         | 27  | Steel Diver                                    | 3DS                                     |
| M A R Ç O         | 27  | Super Monkey Ball 3D                           | 3DS                                     |
| M A R Ç O         | 27  | Super Street Fighter IV: 3D Edition            | 3DS                                     |
| M A R Ç O         | 27  | Tom Clancy's Ghost Recon: Shadow Wars          | 3DS                                     |
| M A R Ç O         | 29  | The 3rd Birthday                               | PSP                                     |
| M A R Ç O         | 29  | Dynasty Warriors 7                             | PS3, X360                               |
| M A R Ç O         | 29  | The Legend of Heroes: Trails in the Sky        | PSP                                     |
| M A R Ç O         | 29  | NASCAR The Game: 2011                          | X360, PS3, Wii                          |
| M A R Ç O         | 29  | Rush'n Attack: Ex-Patriot                      | PSN                                     |
| M A R Ç O         | 29  | Shift 2: Unleashed                             | Win, PS3, X360                          |
| M A R Ç O         | 29  | Tiger Woods PGA Tour 12                        | PS3, X360, Wii                          |
| M A R Ç O         | 29  | WWE All Stars                                  | PS2, PS3, PSP, X360, Wii                |
| M A R Ç O         | 30  | Rush'n Attack: Ex-Patriot                      | XBLA                                    |
| A B R I L         | 3   | Dungeon Hunter: Alliance                       | PSN                                     |
| A B R I L         | 10  | Rabbids: Travel In Time 3D                     | 3DS                                     |
| A B R I L         | 10  | Tom Clancy's Splinter Cell: Chaos Theory       | 3DS                                     |
| A B R I L         | 12  | Divinity II: The Dragon Knight Saga            | X360                                    |
| A B R I L         | 12  | Michael Jackson: The Experience                | X360, PS3                               |
| A B R I L         | 12  | Patapon 3                                      | PSP                                     |
| A B R I L         | 12  | Rio                                            | PS3, X360, NDS, Wii                     |
| A B R I L         | 19  | Arcana Heart 3                                 | PS3                                     |
| A B R I L         | 19  | Conduit 2                                      | Wii                                     |
| A B R I L         | 19  | Fancy Pants Adventures                         | PSN                                     |
| A B R I L         | 19  | Final Fantasy IV: The Complete Collection      | PSP                                     |
| A B R I L         | 19  | Mortal Kombat                                  | PS3, X360                               |
| A B R I L         | 19  | Portal 2                                       | PS3, X360, Win, Mac                     |
| A B R I L         | 19  | SOCOM 4: U.S. Navy SEALs                       | PS3                                     |
| A B R I L         | 20  | Fancy Pants Adventures                         | XBLA                                    |
| A B R I L         | 24  | Dream Chronicles: The Book of Water            | Win                                     |
| A B R I L         | 26  | Darkspore                                      | Win                                     |
| A B R I L         | 27  | Outland                                        | XBL                                     |
| M A I O           | 3   | Mount & Blade: With Fire & Sword               | Win                                     |
| M A I O           | 3   | MotorStorm: Apocalypse                         | PS3                                     |
| M A I O           | 3   | Thor: God of Thunder                           | X360, PS3, Wii, NDS                     |
| M A I O           | 10  | Brink                                          | PS3, X360, Win                          |
| M A I O           | 10  | Dream Trigger 3D                               | 3DS                                     |
| M A I O           | 10  | The First Templar                              | X360, Win                               |
| M A I O           | 10  | Lego Pirates of the Caribbean: The Video Game  | Win, X360, PS3, Wii, PSP, NDS           |
| M A I O           | 10  | Hydrophobia Prophecy                           | Win, PS3                                |
| M A I O           | 10  | MX vs. ATV Alive                               | X360, PS3                               |
| M A I O           | 10  | Virtua Tennis 4                                | X360, PS3, Wii                          |
| M A I O           | 11  | Gatling Gears                                  | XBLA                                    |
| M A I O           | 16  | Terraria                                       | Win                                     |
| M A I O           | 17  | Fable III                                      | Win                                     |
| M A I O           | 17  | L.A. Noire                                     | PS3, X360                               |
| M A I O           | 17  | SpongeBob SquigglePants                        | 3DS                                     |
| M A I O           | 17  | The Witcher 2: Assassins of Kings              | Win                                     |
| M A I O           | 24  | Dead or Alive: Dimensions                      | 3DS                                     |
| M A I O           | 24  | Dirt 3                                         | Win, X360, PS3                          |
| M A I O           | 24  | Kung Fu Panda 2                                | PS3, X360, Wii, NDS                     |
| M A I O           | 26  | Frozen Synapse                                 | Win                                     |
| M A I O           | 31  | BlazBlue: Continuum Shift II                   | 3DS                                     |
| M A I O           | 31  | Hunted: The Demon's Forge                      | PS3, X360, Win                          |
| M A I O           | 31  | The Sims 3: Generations                        | Win, Mac                                |
| J U N H O         | 2   | Armageddon Riders                              | PSN                                     |
| J U N H O         | 2   | Feed Me Oil                                    | iOS                                     |
| J U N H O         | 6   | Duke Nukem: Critical Mass                      | NDS                                     |
| J U N H O         | 7   | Cartoon Network: Punch Time Explosion          | 3DS                                     |
| J U N H O         | 7   | Green Lantern: Rise of the Manhunters          | PS3, X360, Wii, NDS, 3DS                |
| J U N H O         | 7   | inFamous 2                                     | PS3                                     |
| J U N H O         | 7   | Operation Flashpoint: Red River                | X360, Win, PS3                          |
| J U N H O         | 7   | Red Faction: Armageddon                        | Win, X360, PS3                          |
| J U N H O         | 8   | Jamestown: Legend of the Lost Colony           | Win                                     |
| J U N H O         | 9   | Dreamscape                                     | iOS                                     |
| J U N H O         | 13  | Wii Play: Motion                               | Wii                                     |
| J U N H O         | 14  | Alice: Madness Returns                         | PS3, X360, Win                          |
| J U N H O         | 14  | Child of Eden                                  | X360                                    |
| J U N H O         | 14  | Duke Nukem Forever                             | PS3, X360, Win                          |
| J U N H O         | 14  | Transformers: Dark of the Moon                 | X360, PS3, Wii, NDS                     |
| J U N H O         | 19  | The Legend of Zelda: Ocarina of Time 3D        | 3DS                                     |
| J U N H O         | 21  | Cars 2: The Video Game                         | Win, X360, PS3, Wii, NDS, 3DS           |
| J U N H O         | 21  | DualPenSports                                  | 3DS                                     |
| J U N H O         | 21  | Dungeon Siege III                              | Win, X360, PS3                          |
| J U N H O         | 21  | F.E.A.R. 3                                     | Win, X360, PS3                          |
| J U N H O         | 21  | Shadows of the Damned                          | PS3, X360                               |
| J U N H O         | 28  | Dynasty Warriors: Gundam 3                     | PS3, X360                               |
| J U N H O         | 28  | Gatling Gears                                  | PSN                                     |
| J U N H O         | 28  | Resident Evil: The Mercenaries 3D              | 3DS                                     |
| J U N H O         | 28  | Sniper: Ghost Warrior                          | PS3                                     |
| J U N H O         | 29  | Galaga Legions DX                              | XBLA                                    |
| J U L H O         | 5   | Earth Defense Force: Insect Armageddon         | PS3, X360                               |
| J U L H O         | 12  | Harry Potter and the Deathly Hallows – Part 2  | X360, PS3, Wii, NDS, Win                |
| J U L H O         | 12  | NCAA Football 12                               | X360, PS3                               |
| J U L H O         | 14  | Puyo Puyo!! 20th Anniversary                   | PSP, Wii, NDS, 3DS                      |
| J U L H O         | 14  | Call of Juarez: The Cartel                     | PS3, X360                               |
| J U L H O         | 14  | Captain America: Super Soldier                 | X360, PS3, Wii, NDS, 3DS                |
| J U L H O         | 20  | Bastion                                        | XBLA                                    |
| J U L H O         | 26  | Catherine                                      | PS3, X360                               |
| J U L H O         | 26  | Pac-Man & Galaga Dimensions                    | 3DS                                     |
| J U L H O         | 26  | The Sims 3 Town Life Stuff                     | Mac, Win                                |
| J U L H O         | 27  | From Dust                                      | XBLA                                    |
| J U L H O         | 28  | Groove Coaster                                 | iOS                                     |
| A G O S T O       | 2   | Galaga Legions DX                              | PSN                                     |
| A G O S T O       | 2   | Limbo                                          | Win                                     |
| A G O S T O       | 3   | Insanely Twisted Shadow Planet                 | XBLA                                    |
| A G O S T O       | 4   | Shift 2: Unleashed                             | iOS                                     |
| A G O S T O       | 11  | Anomaly: Warzone Earth                         | iOS                                     |
| A G O S T O       | 16  | Age of Empires Online                          | Win                                     |
| A G O S T O       | 16  | Bastion                                        | Win                                     |
| A G O S T O       | 16  | El Shaddai: Ascension of the Metatron          | PS3, X360                               |
| A G O S T O       | 16  | No More Heroes: Heroes' Paradise               | PS3                                     |
| A G O S T O       | 17  | From Dust                                      | Win                                     |
| A G O S T O       | 18  | Duke Nukem Forever                             | Mac                                     |
| A G O S T O       | 23  | Deus Ex: Human Revolution                      | Win, PS3, X360                          |
| A G O S T O       | 26  | Rugby World Cup 2011                           | X360, PS3                               |
| A G O S T O       | 29  | Achron                                         | Win, Mac, Linux                         |
| A G O S T O       | 30  | Bodycount                                      | PS3, X360                               |
| A G O S T O       | 30  | Driver: Renegade 3D                            | 3DS                                     |
| A G O S T O       | 30  | Gatling Gears                                  | Win                                     |
| A G O S T O       | 30  | Madden NFL 12                                  | PS2, PS3, PSP, X360, Wii, NDS, 3DS, iOS |
| A G O S T O       | 30  | Mortal Kombat: Arcade Kollection               | PSN                                     |
| A G O S T O       | 30  | The Baconing                                   | PSN                                     |
| A G O S T O       | 30  | Tropico 4                                      | Win                                     |
| A G O S T O       | 31  | Mortal Kombat: Arcade Kollection               | XBLA                                    |
| A G O S T O       | 31  | Rock of Ages                                   | Win, XBLA, PSN                          |
| A G O S T O       | 31  | The Baconing                                   | XBLA                                    |
| S E T E M B R O   | 1   | Wasteland Angel                                | Win                                     |
| S E T E M B R O   | 6   | Dawn of Fantasy                                | Win                                     |
| S E T E M B R O   | 6   | Dead Island                                    | Win, X360, PS3                          |
| S E T E M B R O   | 6   | Disgaea 4: A Promise Unforgotten               | PS3                                     |
| S E T E M B R O   | 6   | Driver: San Francisco                          | PS3, X360, Wii                          |
| S E T E M B R O   | 6   | Resistance 3                                   | PS3                                     |
| S E T E M B R O   | 6   | Rise of Nightmares                             | X360                                    |
| S E T E M B R O   | 6   | Warhammer 40,000: Space Marine                 | Win, X360, PS3                          |
| S E T E M B R O   | 7   | Crimson Alliance                               | XBLA                                    |
| S E T E M B R O   | 9   | Star Fox 64 3D                                 | 3DS                                     |
| S E T E M B R O   | 12  | Rise of Immortals                              | Win                                     |
| S E T E M B R O   | 13  | Call of Juarez: The Cartel                     | Win                                     |
| S E T E M B R O   | 13  | God of War: Origins Collection                 | PS3                                     |
| S E T E M B R O   | 13  | Harvest Moon: The Tale of Two Towns            | NDS, 3DS                                |
| S E T E M B R O   | 13  | Hard Reset                                     | Win                                     |
| S E T E M B R O   | 13  | NHL 12                                         | PS3, X360                               |
| S E T E M B R O   | 13  | Nicktoons MLB                                  | X360, Wii, NDS                          |
| S E T E M B R O   | 13  | Red Orchestra 2: Heroes of Stalingrad          | Win                                     |
| S E T E M B R O   | 13  | The Gunstringer                                | X360                                    |
| S E T E M B R O   | 13  | White Knight Chronicles II                     | PS3                                     |
| S E T E M B R O   | 14  | TrackMania 2: Canyon                           | Win                                     |
| S E T E M B R O   | 19  | Dragon Quest Monsters: Joker 2                 | NDS                                     |
| S E T E M B R O   | 19  | Kirby Mass Attack                              | NDS                                     |
| S E T E M B R O   | 20  | Frogger 3D                                     | Nintendo 3DS                            |
| S E T E M B R O   | 20  | Gears of War 3                                 | X360                                    |
| S E T E M B R O   | 20  | F1 2011                                        | Win, X360, PS3                          |
| S E T E M B R O   | 20  | Resident Evil 4 HD                             | PS3, X360                               |
| S E T E M B R O   | 26  | Nuclear Dawn                                   | Win, Mac                                |
| S E T E M B R O   | 27  | Atelier Totori: Alchemist of Arland 2          | PS3                                     |
| S E T E M B R O   | 27  | Child of Eden                                  | PS3                                     |
| S E T E M B R O   | 27  | Driver: San Francisco                          | Win                                     |
| S E T E M B R O   | 27  | FIFA 12                                        | PS3, X360, Win, Wii, PS2, PSP, 3DS, iOS |
| S E T E M B R O   | 27  | The Ico & Shadow of the Colossus Collection    | PS3                                     |
| S E T E M B R O   | 27  | Pro Evolution Soccer 2012                      | PS3, X360, Win, Wii, PSP, 3DS           |
| S E T E M B R O   | 27  | Resident Evil Code: Veronica X                 | PS3, X360                               |
| S E T E M B R O   | 27  | Rune Factory: Tides of Destiny                 | PS3, Wii                                |
| S E T E M B R O   | 27  | Tom Clancy's Splinter Cell Classic Trilogy HD  | PS3                                     |
| S E T E M B R O   | 27  | X-Men: Destiny                                 | PS3, Wii, X360, NDS                     |
| S E T E M B R O   | 29  | A Game of Thrones: Genesis                     | Win                                     |
| O U T U B R O     | 4   | Dark Souls                                     | PS3, X360                               |
| O U T U B R O     | 4   | NBA 2K12                                       | Win, PS3, X360, Wii, PSP, PS2           |
| O U T U B R O     | 4   | Rage                                           | Win, PS3, X360                          |
| O U T U B R O     | 4   | Spider-Man: Edge of Time                       | X360, PS3, Wii, NDS, 3DS                |
| O U T U B R O     | 5   | Orcs Must Die!                                 | XBLA                                    |
| O U T U B R O     | 7   | Just Dance 3                                   | Wii, PS3, X360                          |
| O U T U B R O     | 11  | Ace Combat: Assault Horizon                    | PS3, X360                               |
| O U T U B R O     | 11  | Dead Rising 2: Off the Record                  | PS3, X360, Win                          |
| O U T U B R O     | 11  | Forza Motorsport 4                             | X360                                    |
| O U T U B R O     | 11  | Hulk Hogan's Main Event                        | X360                                    |
| O U T U B R O     | 11  | Sesame Street: Once Upon a Monster             | X360                                    |
| O U T U B R O     | 12  | MDK2 HD                                        | Win                                     |
| O U T U B R O     | 12  | Orcs Must Die!                                 | Win                                     |
| O U T U B R O     | 13  | Might and Magic Heroes VI                      | Win                                     |
| O U T U B R O     | 16  | Skylanders: Spyro's Adventure                  | 3DS, PS3, Wii, X360, Win                |
| O U T U B R O     | 18  | Batman: Arkham City                            | PS3, X360                               |
| O U T U B R O     | 18  | Ben 10: Galactic Racing                        | PS3, X360, NDS, Wii, 3DS                |
| O U T U B R O     | 18  | Payday: The Heist                              | PSN                                     |
| O U T U B R O     | 18  | Ratchet & Clank: All 4 One                     | PS3                                     |
| O U T U B R O     | 18  | Rocksmith                                      | PS3, X360                               |
| O U T U B R O     | 18  | The Sims 3: Pets                               | Mac, Win                                |
| O U T U B R O     | 18  | Tropico 4                                      | X360                                    |
| O U T U B R O     | 19  | Dungeon Defenders                              | PSN, XBLA, Win                          |
| O U T U B R O     | 20  | Payday: The Heist                              | Win                                     |
| O U T U B R O     | 20  | Cities XL 2012                                 | Win                                     |
| O U T U B R O     | 20  | Fruit Ninja: Puss in Boots                     | iOS                                     |
| O U T U B R O     | 21  | Football Manager 2012                          | Win, Mac                                |
| O U T U B R O     | 21  | FIFA Manager 12                                | Win                                     |
| O U T U B R O     | 24  | Kirby's Return to Dream Land                   | Wii                                     |
| O U T U B R O     | 25  | Battlefield 3                                  | Win, PS3, X360                          |
| O U T U B R O     | 25  | The Cursed Crusade                             | Win, PS3, X360                          |
| O U T U B R O     | 25  | Dance Central 2                                | X360                                    |
| O U T U B R O     | 25  | Disney Universe                                | Win, Mac, Wii, PS3, X360                |
| O U T U B R O     | 25  | Infamous: Festival of Blood                    | PS3                                     |
| O U T U B R O     | 25  | Stronghold 3                                   | Win                                     |
| O U T U B R O     | 25  | House of the Dead: Overkill                    | PS3                                     |
| O U T U B R O     | 26  | Renegade Ops                                   | Win                                     |
| O U T U B R O     | 28  | Sword of the Stars II: The Lords of Winter     | Win                                     |
| N O V E M B R O   | 1   | GoldenEye 007 Reloaded                         | PS3, X360                               |
| N O V E M B R O   | 1   | James Noir's Hollywood Crimes                  | 3DS                                     |
| N O V E M B R O   | 1   | The Lord of the Rings: War in the North        | PS3, X360, Win                          |
| N O V E M B R O   | 1   | Pac-Man Party 3D                               | 3DS                                     |
| N O V E M B R O   | 1   | Raving Rabbids: Alive & Kicking                | X360                                    |
| N O V E M B R O   | 1   | Sonic Generations                              | PS3, X360                               |
| N O V E M B R O   | 1   | Uncharted 3: Drake's Deception                 | PS3                                     |
| N O V E M B R O   | 2   | Escape Goat                                    | Win, XBLA                               |
| N O V E M B R O   | 4   | Sonic Generations                              | Win                                     |
| N O V E M B R O   | 8   | Call of Duty: Modern Warfare 3                 | Win, PS3, X360, Wii                     |
| N O V E M B R O   | 8   | Call of Duty: Modern Warfare 3: Defiance       | NDS                                     |
| N O V E M B R O   | 8   | Cartoon Network: Punch Time Explosion XL       | Wii, PS3, X360                          |
| N O V E M B R O   | 8   | Cave Story 3D                                  | 3DS                                     |
| N O V E M B R O   | 8   | L.A. Noire                                     | Win                                     |
| N O V E M B R O   | 8   | Metal Gear Solid HD Collection                 | PS3, X360                               |
| N O V E M B R O   | 8   | Otomedius Excellent                            | X360                                    |
| N O V E M B R O   | 8   | Pro Evolution Soccer 2012                      | PS2                                     |
| N O V E M B R O   | 10  | Freakyforms: Your Creations, Alive!            | 3DS                                     |
| N O V E M B R O   | 10  | Gangstar Rio: City of Saints                   | iOS                                     |
| N O V E M B R O   | 11  | The Elder Scrolls V: Skyrim                    | Win, PS3, X360                          |
| N O V E M B R O   | 11  | Lego Harry Potter: Years 5–7                   | X360, PS3, PSP, Wii, NDS, 3DS, Win, iOS |
| N O V E M B R O   | 13  | Super Mario 3D Land                            | 3DS                                     |
| N O V E M B R O   | 15  | ABBA: You Can Dance                            | Wii                                     |
| N O V E M B R O   | 15  | Assassin's Creed: Revelations                  | PS3, X360                               |
| N O V E M B R O   | 15  | Halo: Combat Evolved Anniversary               | X360                                    |
| N O V E M B R O   | 15  | Jurassic Park: The Game                        | Win, PS3, X360                          |
| N O V E M B R O   | 15  | Mario & Sonic at the London 2012 Olympic Games | Wii                                     |
| N O V E M B R O   | 15  | Medieval Moves: Deadmund's Quest               | PS3                                     |
| N O V E M B R O   | 15  | Need for Speed: The Run                        | Win, PS3, X360, 3DS                     |
| N O V E M B R O   | 15  | DreamWorks Super Star Kartz                    | PS3                                     |
| N O V E M B R O   | 15  | Rayman Origins                                 | PS3, X360, Wii                          |
| N O V E M B R O   | 15  | Saints Row: The Third                          | X360, PS3, Win                          |
| N O V E M B R O   | 15  | Shinobi                                        | 3DS                                     |
| N O V E M B R O   | 15  | Ultimate Marvel vs. Capcom 3                   | PS3, X360                               |
| N O V E M B R O   | 17  | Anno 2070                                      | Win                                     |
| N O V E M B R O   | 18  | Minecraft                                      | Win, Linux, Mac                         |
| N O V E M B R O   | 20  | The Legend of Zelda: Skyward Sword             | Wii                                     |
| N O V E M B R O   | 22  | Batman: Arkham City                            | Win                                     |
| N O V E M B R O   | 22  | The King of Fighters XIII                      | PS3, X360                               |
| N O V E M B R O   | 22  | Serious Sam 3: BFE                             | Win                                     |
| N O V E M B R O   | 22  | Sonic Generations                              | 3DS                                     |
| N O V E M B R O   | 22  | WWE '12                                        | PS3, Wii, X360                          |
| N O V E M B R O   | 25  | Afterfall: InSanity                            | Win, X360, PS3                          |
| D E Z E M B R O   | 1   | Assassin's Creed: Revelations                  | Win                                     |
| D E Z E M B R O   | 1   | Infinity Blade II                              | iOS                                     |
| D E Z E M B R O   | 4   | Mario Kart 7                                   | 3DS                                     |
| D E Z E M B R O   | 5   | Fortune Street                                 | Wii                                     |
| D E Z E M B R O   | 6   | The Adventures of Tintin: The Game             | PS3, X360, NDS, Wii, 3DS, Win           |
| D E Z E M B R O   | 7   | Trine 2                                        | Win, Mac                                |
| D E Z E M B R O   | 13  | FlatOut 3: Chaos & Destruction                 | Win                                     |
| D E Z E M B R O   | 15  | Earth Defense Force: Insect Armageddon         | Win                                     |
| D E Z E M B R O   | 20  | Postal III                                     | Win                                     |
| D E Z E M B R O   | 20  | Star Wars: The Old Republic                    | Win                                     |
| D E Z E M B R O   | 20  | Trine 2                                        | PSN                                     |
| D E Z E M B R O   | 21  | Trine 2                                        | XBLA                                    |
| D E Z E M B R O   | 27  | All Zombies Must Die!                          | PSN                                     |

## Jogos mais bem avaliados pela crítica (Metacritic)
| Posição | Título                                  | Desenvolvedora        | Publicadora                            | Plataforma avaliada | Lançamento     | Nota média | Referência |
| ------- | --------------------------------------- | --------------------- | -------------------------------------- | ------------------- | -------------- | ---------- | ---------- |
| 1       | The Elder Scrolls V: Skyrim             | Bethesda Game Studios | Bethesda Softworks                     | Xbox 360            | 11 de novembro | 96         | [ 11 ]     |
| 2       | Batman: Arkham City                     | Rocksteady Studios    | Warner Bros. Interactive Entertainment | PlayStation 3       | 18 de outubro  | 96         | [ 12 ]     |
| 3       | Portal 2                                | Valve Corporation     | Valve Corporation                      | Xbox 360            | 19 de abril    | 95         | [ 13 ]     |
| 4       | The Legend of Zelda: Ocarina of Time 3D | Nintendo EAD          | Nintendo                               | Nintendo 3DS        | 19 de junho    | 94         | [ 14 ]     |
| 5       | The Legend of Zelda: Skyward Sword      | Nintendo EAD          | Nintendo                               | Wii                 | 20 de novembro | 93         | [ 15 ]     |
| 6       | Uncharted 3: Drake's Deception          | Naughty Dog           | Sony Computer Entertainment            | PlayStation 3       | 1 de novembro  | 92         | [ 16 ]     |
| 7       | Rayman Origins                          | Ubisoft Montpellier   | Ubisoft                                | Wii                 | 15 de novembro | 92         | [ 17 ]     |
| 8       | Gears of War 3                          | Epic Games            | Microsoft Game Studios                 | Xbox 360            | 20 de setembro | 91         | [ 18 ]     |
| 9       | LittleBigPlanet 2                       | Media Molecule        | Sony Computer Entertainment            | PlayStation 3       | 18 de janeiro  | 91         | [ 19 ]     |
| 10      | Forza Motorsport 4                      | Turn 10 Studios       | Microsoft Game Studios                 | Xbox 360            | 11 de outubro  | 91         | [ 20 ]     |